# Culture de la Jamaïque

Drapeau de la Jamaïque.

La culture de la Jamaïque est une combinaison des différentes cultures des peuples ayant habité l'île. Elle désigne d'abord les pratiques culturelles observables de ses habitants (3 000 000, estimation 2018).
Les premiers habitants, les Taïnos, les conquérants espagnols puis les britanniques ont tous fait une contribution dans la formation de la culture jamaïcaine. Les esclaves d'Afrique de l'Ouest sont devenus la force culturelle dominante en Jamaïque. Après l'abolition de l'esclavage, des immigrants chinois et indiens ont été transportés sur l'île en tant qu'engagés, amenant ainsi leurs idées de l'extrême orient. La langue officielle de la nation est l'anglais, fortement modifié par l'usage par des expressions ou idiomes locaux ainsi que des éléments de l'anglais de l'ère élisabéthaine. La langue locale principale reste le créole jamaïcain.

## Natifs de l'île
Les premiers habitants des Caraïbes, dont la Jamaïque, furent les Arawaks, parfois appelés les Taïnos. Bien qu'il se pourrait que certains Taïnos aient survécu à l'arrivée des Européens, il n'y a pas de communautés s'identifiant en tant que Taïno vivant en Jamaïque, et retrouver des traces de leur culture originelle demande des techniques archéologiques sophistiquées. Malgré cela, des linguistes et anthropologues pensent qu'il pourrait toujours y avoir des éléments de la culture Taïno en Jamaïque, comme dans l'utilisation de certains mots dérivés de mots Taïno.

## Religion

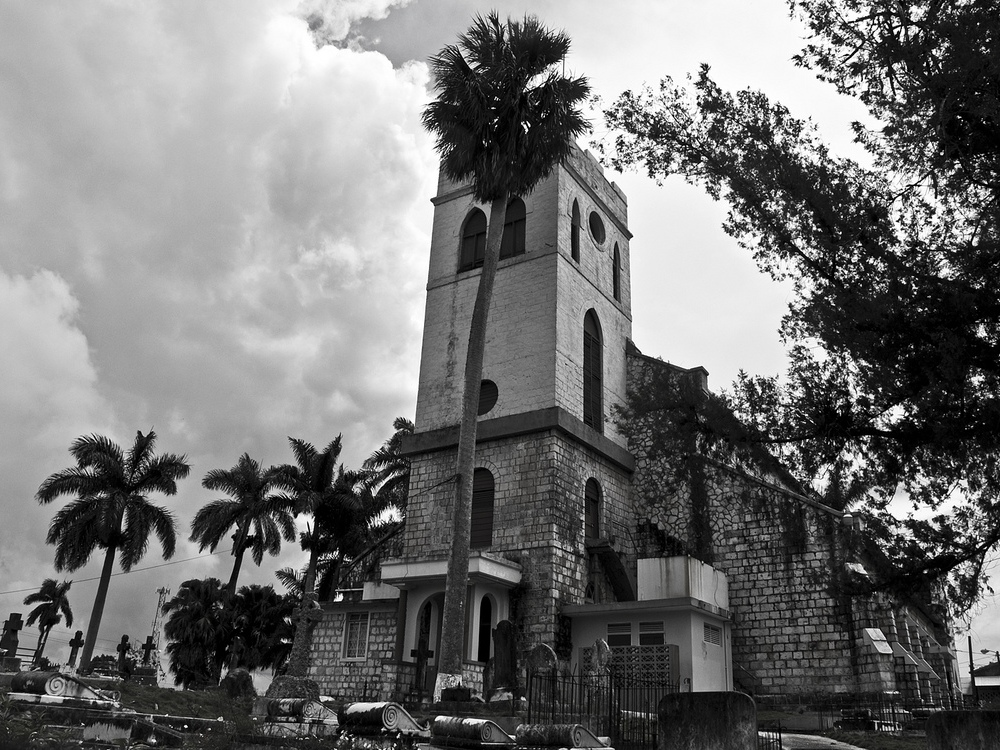
Église à Mandeville

Le christianisme est le plus grand groupe religieux en Jamaïque. La communion anglicane, parmi d'autres communions, est présente dans toute la nation, et beaucoup de vieilles églises ont été maintenues ou restaurées. De nombreux musiciens jamaïcains ont commencé la musique dans les églises chrétiennes de leur pays. La religion rastafari, mariant des éléments du christianisme à une culture qui s'est développée en Jamaïque au début des années 1930,. Il y a aussi quelques synagogues datant du XVIIe siècle. Des éléments de religions africaines anciennes persistent dans certaines régions, ces pratiques étant souvent décrites comme étant Obeah ou Kumina.

### Mouvement rastafari
L'un des aspects connus de la culture jamaïcaine est le mouvement rastafari, qui s'est exporté en partie grâce au reggae jamaïcain, qui évolua des rythmes ska. Bob Marley devint l'une des figures du mouvement rastafari et de la Jamaïque grâce à son succès commercial en tant que musicien de reggae. Quelques rastafari tirent leurs cheveux et les tressent parfois, ce qui donne un style de coiffure appelé dreadlocks, ou ne mangent que de la nourriture qui est Ital, ou naturelle. Comme dans beaucoup de religions, il y a plusieurs idéologies et pratiques religieuses dans le mouvement rastafari.

## Littérature de la Jamaïque
- Littérature de la Jamaïque (en)
- Auteurs jamaïcains, Auteures jamaïcaines
- Dramaturges de Jamaïque (en)
- Liste d'écrivains jamaïcains (en)
- Liste de livres jamaïcains (jam)

Les grands écrivains reconnus sont :
- Thomas MacDermot (en)	(1870-1933), poète, romancier, éditeur
- Claude McKay (1889-1948), poète, romancier, inspirateur du courant de la Négritude, Ghetto noir (1928), Banjo (1929)
- Una Marson (1905-1965), poétesse, activiste, féministe
- Louise Bennett-Coverley (1919-2006), poète, écrivaine, éducatrice, Miss Lou, qui a utilisé le créole jamaïcain
- Andrew Salkey (en) (1928-1995), poète, nouvelliste, journaliste
- Mervyn Morris (1937-), poète, éditeur
- Velma Pollard (1937-)
- Hazel Campbell (en) (1940-2018), écrivaine, nouvelliste et auteure jeunesse
- Orlando Patterson (1940-), sociologue
- Michelle Cliff (1946-2016)
- Lorna Goodison (1947-), poétesse,
- Kwame Dawes (1962-)
- Claudia Rankine (1963-)
- Colin Channer (en) (1963-)
- Marlon James (romancier) (1970-)
- Alecia McKenzie (en), journaliste, nouvelliste, romancière

La dub poetry s'honore de
- Lillian Allen (1951-)
- Mutabaruka (1952-)
- Linton Kwesi Johnson (1952-)
- Mikey Smith (en) (1954-1983)
- Jean « Binta » Breeze (1956-2021)

## Médias de la Jamaïque
- Liste de journaux jamaïcains (en)

## Arts visuels
Les plus anciens témoignages artistiques en Jamaïque sont des sculptures et des pétroglyphes Taïno. L'héritage espagnol se limite à quelques frises en pierre pour une église inachevée de Sevilla la Nueva. Des recherches récentes suggèrent que ces frises pourraient être un don de sculpteurs Taïno aux conquistadors.
Pendant la période esclavagiste, l'héritage culturel africain est totalement prohibé. On suppose que certains éléments artistiques qui ressurgissent après l'émancipation doivent provenir d'une tradition souterraine assez tenace pour résister à la destruction complète. L'art est donc produit en Jamaïque par des artistes européens itinérants qui visitent les plantations et peignent la vie autour d'eux en adoptant un style et un point de vue européens. Ils peignent essentiellement des paysages et des portraits des planteurs et de leur famille. William Hogarth est l'un des rares peintres qui ose évoquer les problèmes liés à l'esclavage. Au XIXe siècle, Joseph Batholomew Kidd (1808-1889) peint Fifty Spectacular Views of Jamaïca et Hakewille, qui visite la Jamaïque en 1820 y peint des aquarelles. De Frederic Edwin Church, peintre de l'Hudson River School et Ralph Albert Blakelock, on conserve de remarquables paysages de la Jamaïque. Selon des recherches récentes, Isaac Mendes Belissario (1795-1849) serait le premier artiste né à la Jamaïque dont la vie est documentée ,.
L'art jamaïcain ne se dégage des mouvements européens qu'à partir des années 1920 avec les artistes du courant intuitif, souvent rattaché à l'art naïf et au mouvement rastafari. Les plus notables sont le peintre et sculpteur Kapo, les rastas Albert Artwell et Allan Zion Johnston, Gaston Tabois, Sidney McLaren et Henry Daley. Edna Manley, femme du militant politique Norman Manley et mère du premier ministre Michael Manley, fondatrice du Edna Manley College of Visual and Performing Arts est particulièrement renommée pour ses sculptures. Le potier Cecil Baugh, les peintres Carl Abrahams, Albert Huie, John Dunkley et Barrington Watson doivent aussi être signalés. Certaines de leurs œuvres comme Ghetto Mother, sculpture d'Edna Manley, sont exposées à la National Gallery of Jamaica.
- Peintres jamaïcains (en)
- Sculpteurs jamaïcains (en)

## Arts de scène

### Musique et danse

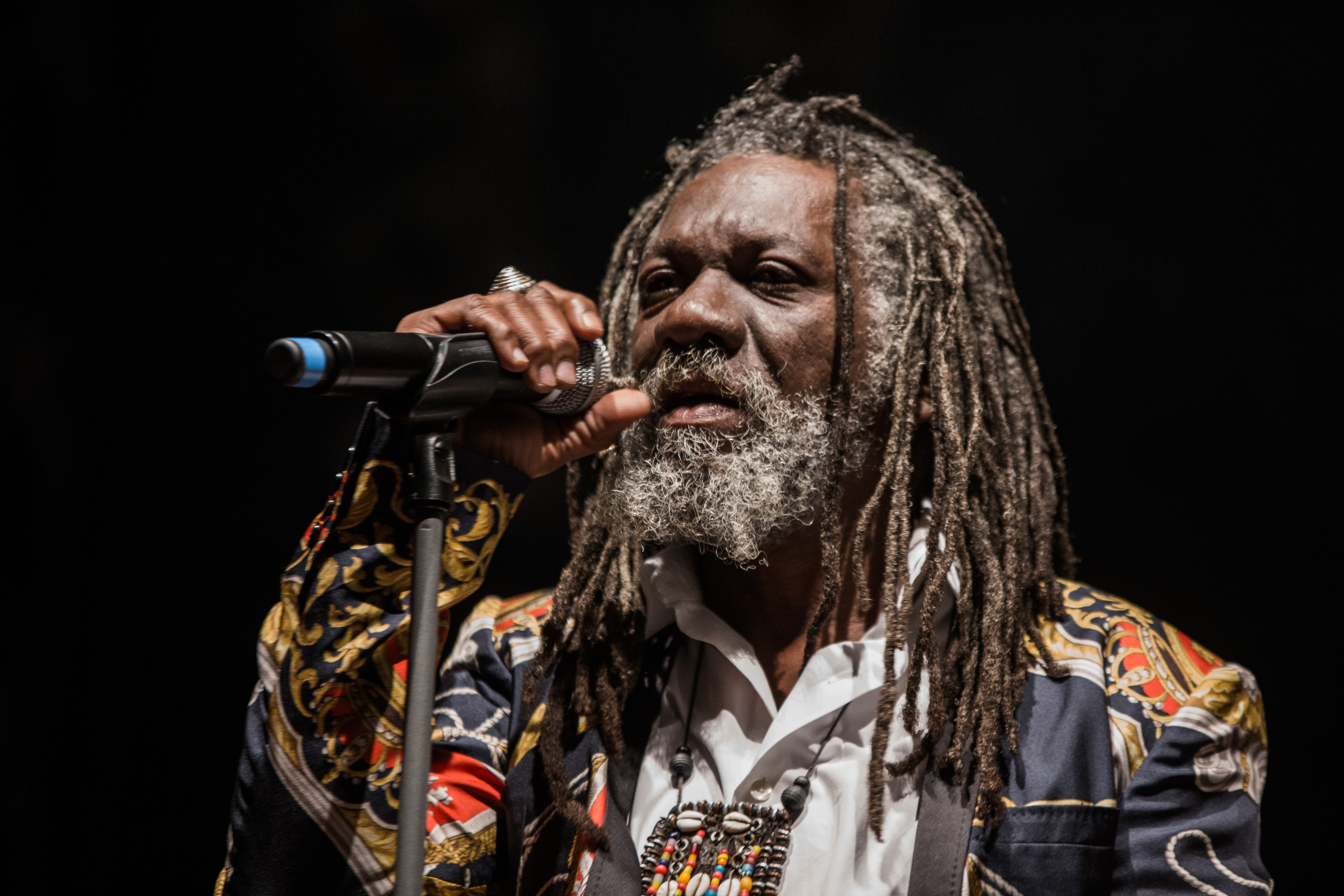
Winston McAnuff

La danse est un élément important de la culture jamaïcaine. Avec l'arrivée du christianisme, des rythmes et mouvements folkloriques s'étaient associés aux célébrations chrétiennes. Plus récemment, les danses s'associent de plus en plus à la musique jamaïcaine, particulièrement le dancehall.
Plus d'une trentaine de danses jamaïcaines distinctes ont été identifiées. D'après la Bibliothèque Nationale de la Jamaïque, les danses traditionnelles jamaïcaines tombaient souvent dans trois catégories: dérivées d'Afrique, dérivées d'Europe, ou dérivées du Créole. Les danses dérivées d'Afrique étaient soit des danses religieuses ou sociales. Les danses religieuses africaines, comme les rituels Kumina, Myal et Pocomania, sont des parties importantes des cérémonies religieuses. Le but est d'amener les danseurs dans le royaume spirituel et d'augmenter leur préparation à la possession. Cette partie de l'héritage africain de la Jamaïque a été grandement préservé par les communautés Marrons. Les danses Etu, Quadrille, et Maypole sont parmi les danses sociales dérivées de l'Afrique.
Les danses créoles jamaïcaines intègrent des éléments des cultures européennes et africaines. Des exemples sont les danses Jonkonnu, Bruckin's, Pukkumina, et Dinkie mini. Les danses sociales qui sont dérivées d'Europe sont souvent accompagnées de chansons et de jeux.
- Musiciens jamaïcains : Lee Scratch Perry (1936-2021)
- Chanteurs jamaïcains de reggae
- Musiciens jamaïcains de musique électronique

### Cinéma
Le film policier jamaïcain Tout, tout de suite (film, 1972) (The Harder They Come)) de Perry Henzell lance ou relance le reggae (aux États-Unis) et le cinéma en Jamaïque (une vingtaine de films au cinéma).
- Cinéma jamaïcain : Liste de films jamaïcains
- Réalisateurs jamaïcains
- Acteurs jamaïcains (alphabétique, par siècle) (en)

- Cinéma caribéen, Liste de films caribéens
- Liste de films latino-américains (en)

## Sources
- (en) Cet article est partiellement ou en totalité issu de l’article de Wikipédia en anglais intitulé « Culture of Jamaica » (voir la liste des auteurs).

## Patrimoine

### Liste du Patrimoine mondial
Le programme Patrimoine mondial (UNESCO, 1971) a inscrit dans sa liste du Patrimoine mondial (au 17/01/2016) : Liste du patrimoine mondial en Jamaïque.

### Musées
- Bank of Jamaica Currency Museum
- Bob Marley Mausoleum
- Bob Marley Museum
- Bustamante Museum
- Firefly Estate
- Fort Charles Museum
- Fort George
- Fort Haldane
- Jamaica Music Museum
- Hanover Museum
- Liberty Hall: The Legacy of Marcus Garvey
- [Michael Manley Foundation]
- Military Museum
- Museum of St. James
- National Gallery of Jamaica
- Natural History Museum of Jamaica
- Peoples’ Museum of Craft and Technology
- Sir Noël Coward Museum
- Taino Museum of the First Jamaicans

### Liste représentative du patrimoine culturel immatériel de l’humanité
Le programme Patrimoine culturel immatériel (UNESCO, 2003) a inscrit dans sa liste du patrimoine culturel immatériel de l'humanité en Jamaïque (au 17/01/2016) :
- 2008 : Les traditions des Marrons de Moore Town[11],
- 2018 : Le reggae de Jamaïque[12].

### Registre international Mémoire du monde
Le programme Mémoire du monde (UNESCO, 1992) a inscrit dans son registre international Mémoire du monde (au 17/01/2016) :
- 2011 : Hommes d’argent : Travailleurs antillais au Canal de Panama (La Barbade, Jamaïque, Panama, Sainte Lucie, Royaume-Uni, États-Unis d'Amérique)[13].

### Filmographie
- Life & Debt : la Jamaïque, ses plages, son reggae... sa dette !, long-métrage de Stéphanie Black, Blaq Out, 2007, 1 h 22 min (DVD)